# Volker Peckhaus
Volker Peckhaus (* 8. Juli 1955 in Düsseldorf) ist ein deutscher Wissenschaftshistoriker und Philosoph, der sich insbesondere mit der Geschichte der Logik beschäftigt. Er ist Professor für Wissenschaftstheorie und Philosophie der Technik an der Universität Paderborn. Seine Arbeitsgruppe ist dem Heinz Nixdorf Institut als Fachgruppe assoziiert. 

## Werdegang
Peckhaus studierte ab 1976 Maschinenbau an der RWTH Aachen, wechselte aber 1978 zu Philosophie, Geschichte und Germanistik in Aachen (Magisterexamen 1984). Ab 1985 war er wissenschaftlicher Mitarbeiter an der Universität Erlangen-Nürnberg, wo er 1990 bei Christian Thiel am Interdisziplinären Institut für Wissenschaftstheorie und Wissenschaftsgeschichte promovierte (Hilbertprogramm und Kritische Philosophie. Das Göttinger Modell interdisziplinärer Zusammenarbeit zwischen Mathematik und Philosophie). Danach war er in Erlangen wissenschaftlicher Assistent am Institut für Philosophie und ab 1996 Oberassistent. Im selben Jahr habilitierte er sich für das Fach Philosophie (Logik und Struktur. Leibniz und die Wiederentdeckung der formalen Logik im 19. Jahrhundert) und wurde Privatdozent. 2002 wurde er zum apl. Professor ernannt. 2000–2002 vertrat er Professuren an den Universitäten Erlangen-Nürnberg, Essen und Paderborn. Im November 2002 wurde er auf die Paderborner Professur für Wissenschaftstheorie und Philosophie der Technik der Universität Paderborn berufen. 2003 wurde er in den Vorstand des Heinz Nixdorf Instituts berufen, in dessen geschäftsführenden Vorstand er von 2006 bis 2009 war. Seit 2006 ist er Dekan der Fakultät für Kulturwissenschaften. Seit 2011 ist er wieder Mitglied des geschäftsführenden Vorstands des Heinz Nixdorf Instituts.

## Forschungsschwerpunkte
In seiner Forschung arbeitet er u. a. zur Philosophiegeschichte des 18. bis 20. Jahrhunderts, zur Geschichte der formalen Logik und zur Philosophie der Mathematik. Dabei befasst er sich vor allem mit Gottfried Wilhelm Leibniz, Ernst Schröder, David Hilbert, Oskar Becker und Ernst Zermelo.

## Sonstige Funktionen
Von 2004 bis 2016 war er Mitglied des Vorstands der Deutschen Vereinigung für mathematische Logik und für Grundlagenforschung der Exakten Wissenschaften (DVMLG) (von 2012 bis 2016 stellvertretender Vorsitzender) und seit 2004 Mitglied des Wissenschaftlichen Beirats der Gesellschaft für Wissenschaftsgeschichte. Er ist Herausgeber der Zeitschrift History and Philosophy of Logic (2006–2009 zusammen mit John W. Dawson). Er ist Mitglied zahlreicher Beiräte und Editorial Boards von Zeitschriften und Reihen, darunter Historia Mathematica, Philosophia Scienticae, Philosophisches Jahrbuch der Görres-Gesellschaft, British Journal for the  History of Philosophy. Seit 2009 ist er Mitglied der interakademischen Leibniz-Kommission der Akademie der Wissenschaften zu Göttingen und der Berlin-Brandenburgischen Akademie der Wissenschaften.

## Schriften
- Logik, Mathesis universalis und allgemeine Wissenschaft. Leibniz und die Wiederentdeckung der formalen Logik im 19. Jahrhundert, Akademie-Verlag: Berlin 1997.
- Hilbertprogramm und Kritische Philosophie. Das Göttinger Modell interdisziplinärer Zusammenarbeit zwischen Mathematik und Philosophie, Vandenhoeck und Ruprecht: Göttingen 1990.
- Herausgeber mit Christian Thiel: Disziplinen im Kontext. Perspektiven der Disziplingeschichtsschreibung, Fink-Verlag: München 1999 (Erlanger Beiträge zur Wissenschaftsforschung).
- Herausgeber: Oskar Becker und die Philosophie der Mathematik, Fink Verlag: München 2005.
- Mitarbeit an Heinz-Dieter Ebbinghaus: Ernst Zermelo. An Approach to his Life and Work, Springer: Berlin/Heidelberg 2007.